# Episodi di Death Valley Days (prima stagione)
La prima stagione della serie televisiva Death Valley Days è stata trasmessa in anteprima negli Stati Uniti d'America in syndication tra il 1º ottobre 1952 e il 26 maggio 1953.
| nº | Titolo originale                     | Titolo italiano | Prima TV USA     | Prima TV Italia |
| -- | ------------------------------------ | --------------- | ---------------- | --------------- |
| 1  | How Death Valley Got Its Name        |                 | 1º ottobre 1952  |                 |
| 2  | She Burns Green                      |                 | 14 novembre 1952 |                 |
| 3  | The Death Valley Kid                 |                 | 10 dicembre 1952 |                 |
| 4  | The Lost Pegleg Mine                 |                 | 17 ottobre 1952  |                 |
| 5  | The Little Bullfrog Nugget           |                 | 15 ottobre 1952  |                 |
| 6  | Self Made Man                        |                 | 12 dicembre 1952 |                 |
| 7  | The Chivaree                         |                 | 7 gennaio 1953   |                 |
| 8  | The Little Dressmaker of Bodie       |                 | 12 novembre 1952 |                 |
| 9  | Cynthy's Dream Dress                 |                 | 3 marzo 1953     |                 |
| 10 | The Rival Hash Houses                |                 | 3 febbraio 1953  |                 |
| 11 | The Lady with the Blue Silk Umbrella |                 | 9 gennaio 1953   |                 |
| 12 | Swamper Ike                          |                 | 3 febbraio 1953  |                 |
| 13 | The Bell of San Gabriel              |                 | 17 marzo 1953    |                 |
| 14 | Claim Jumpin' Jennie                 |                 | 31 marzo 1953    |                 |
| 15 | The Bandits of Panamint              |                 | 31 marzo 1953    |                 |
| 16 | Sego Lilies                          |                 | 28 aprile 1953   |                 |
| 17 | Little Oscar's Millions              |                 | 28 aprile 1953   |                 |
| 18 | Land of the Free                     |                 | 26 maggio 1953   |                 |